# 船木和喜
船木和喜（日语：／ Funaki Kazuyoshi，1975年4月27日—），日本男子跳台滑雪运动员。他曾代表日本参加1998年和2002年冬季奥林匹克运动会跳台滑雪比赛，获得二枚金牌和一枚银牌。